# Bromiades brachyptera
Bromiades brachyptera là một loài bọ cánh cứng trong họ Cerambycidae.